# Zingiber chrysostachys
Zingiber chrysostachys är en enhjärtbladig växtart som beskrevs av Henry Nicholas Ridley. Zingiber chrysostachys ingår i släktet Zingiber och familjen Zingiberaceae. Inga underarter finns listade i Catalogue of Life.